# Hanácké Slovácko

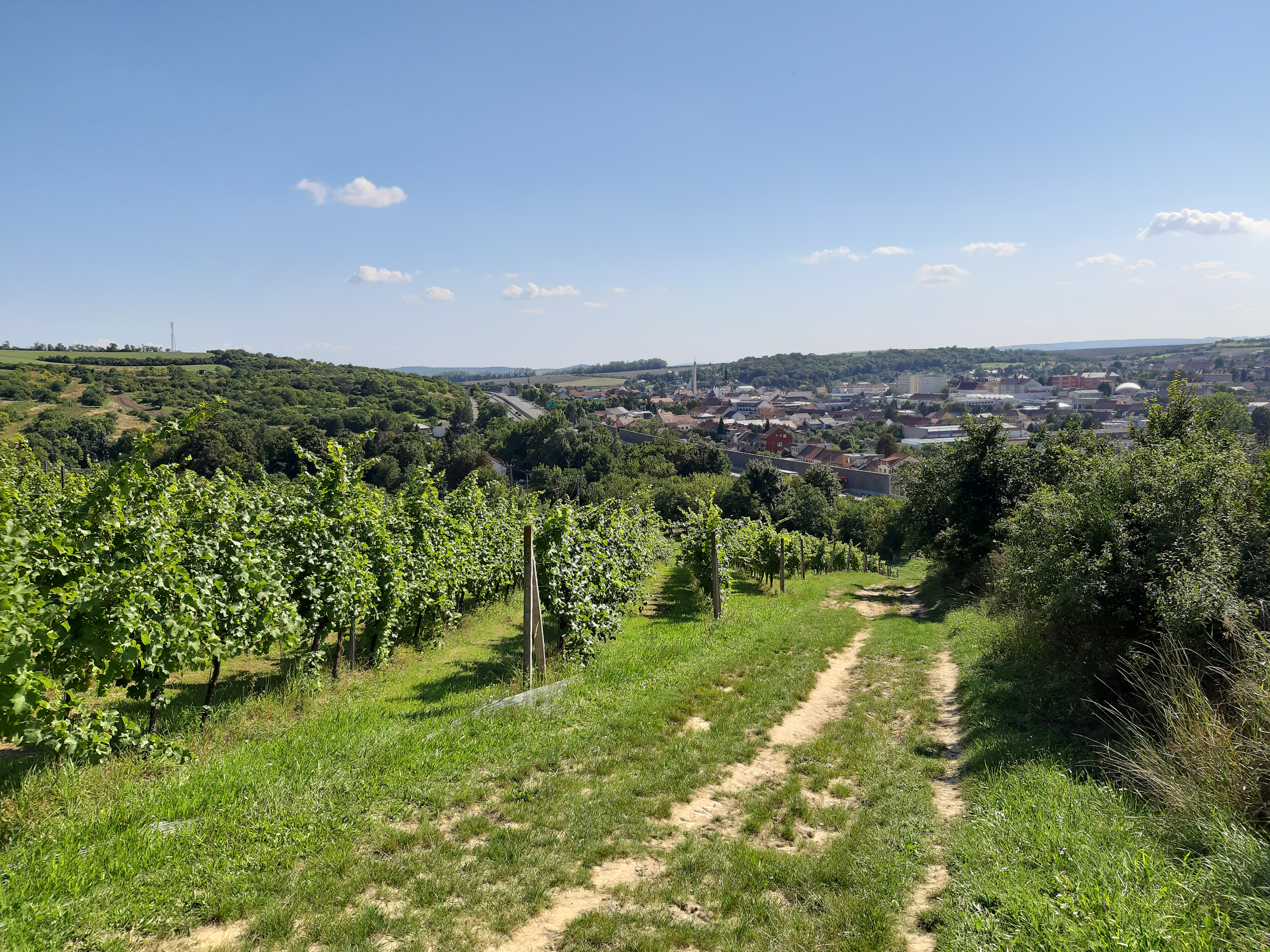
Pohled na krajinu u obce Hustopeče

Hanácké Slovácko je jednou ze šesti podoblastí – součástí národopisné oblasti Moravského Slovácka (dalšími jsou Dolňácko, Podluží, Horňácko, Moravské Kopanice a Luhačovské Zálesí). Jde o přechodnou oblast mezi Hanou a Slováckem, jejíž převážná část se rozkládá v severozápadní části okresu Břeclav a několika obcemi zasahuje také do okresu Brno-venkov a Hodonín. Název hanácké Slovácko je do jisté míry názvem umělým, zavedeným Josefem Klvaňou na konci 19. století. Obyvatelstvo samo sebe nazývalo v minulosti spíše Hanáky nebo Slováky. Současní obyvatelé však již přijali název Hanácké Slovácko za svůj.
Zeměpisné vymezení v současnosti již nekoliduje s vymezením regionu na etnografických mapách. Do regionu tyto mapy zařazují v mnohých případech i obce jako je Starý a Nový Poddvorov nebo Podivín, které jsou v současnosti již pevnou součástí Podluží. Naopak do regionu Hanáckého Slovácka lze v současnosti zařadit tři obce na jihozápadním okraji jižní části regionu, a to Hustopeče, Zaječí, Přítluky a nově od roku 2008 obec Popice. Informace v odborných publikacích reflektují stav pouze do konce devatenáctého století.

## Zeměpisné vymezení oblasti
Hranici oblasti tvoří na západě linie obcí Hustopeče – Šakvice – Popice – Starovičky – Podivín. Na jihu vede hranice od Podivína na Velké Bílovice, Moravský Žižkov, Nový Poddvorov, Čejkovice. Odtud na Krumvíř a ke Kloboukům. Na východě, v oblasti Ždánska, tvoří jižní část hranice obce Nenkovice, Stavěšice, Strážovice. Odtud pokračuje hranice na Věteřov, Nechvalín, Ostrovánky, Lovčice a Ždánice. Na severozápadě hranice hanáckoslovácké oblasti postupuje přes Žarošice, Uhřice, Dambořice, Bošovice, Lovčičky, Otnice, Borkovany, Těšany, Šitbořice a Křepice opět na Hustopeče. Uprostřed tohoto okruhu jsou další význačné hanáckoslovácké obce jako Rakvice, Velké Pavlovice, Bořetice, Vrbice, Kobylí, Boleradice, Horní Bojanovice nebo Diváky. Na jihu oblast sousedí s Podlužím, na jihozápadě s tzv. novoosídleneckými bývalými německými obcemi. Ze severozápadu sousedí s Politavím.

## Kroje hanáckého Slovácka
Region byl a na etnografické mapě jižní Moravy stále je poněkud opomíjen i přesto, že svou rozlohou patří mezi regiony největší. Na rozdíl od některých jiných oblastí je zde kroj stále živou součástí života lidí a především mládež se do něj při svátečních příležitostech, jako jsou hody, ostatky ap., stále obléká nebo nechává oblékat. Kroj se stále vyvíjí a tak jeho současná podoba nemusí korespondovat s podobou před sto lety a třeba i za sto let.

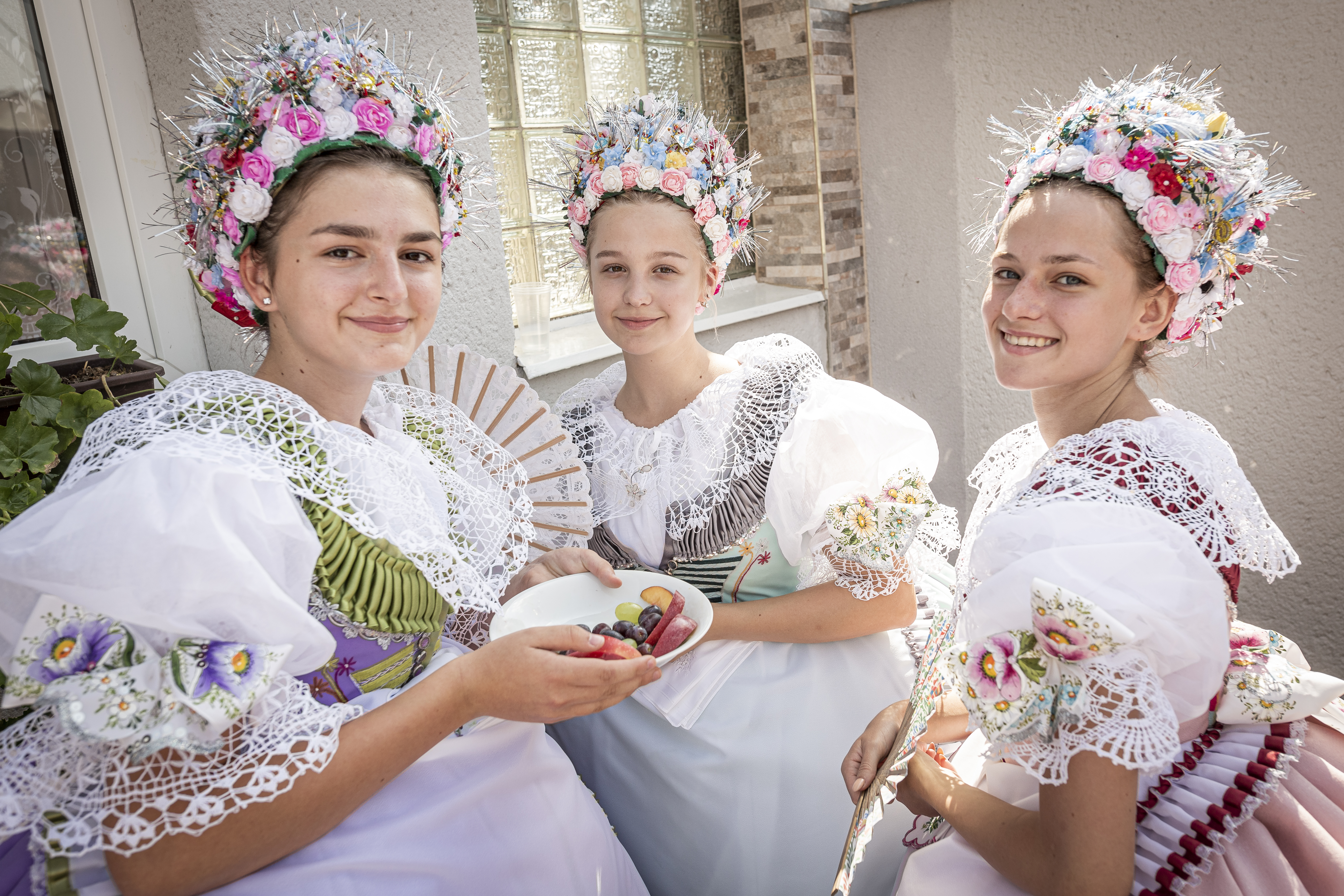
Krojované dívky během hodů v obci Velké Bílovice

Ještě před cca 200 lety bylo možné, dle jediné dochované kresby z tohoto období, hovořit v podstatě pouze o jednom typu hanáckoslováckého kroje. Díky velkému množství vlivů došlo ale během let k poměrně značnému vývojovému posunu a tak dnes můžeme mluvit o dvou základních typech krojů. Oblast se v současnosti dělí na dvě poměrně ostře vyhraněné části a to část severní a část jižní. Dá se říci že podoba kroje, je v dnešní době jediným spolehlivým rozlišovacím znakem obou částí. Jazykově je totiž region značně promíšen a jazyková hranice mezi nářečím hanáckým a dolským se vine nezávisle na krojových typech. Zejména na okrajích regionu se pak lze setkat s prvky, které kroj přebírá ze sousedících národopisných regionů. „Nejagresivnějším“ regionem v tomto smyslu je Podluží, jehož prvky pronikají již velmi hluboko do regionu hanáckého Slovácka.
V části severní je dominantním znakem ženského kroje silně naškrobený krajkový stojatý límec a bílé plátěné pikové kalhoty u chlapců. Vesta (kordula) jak mužská tak ženská je vyrobena obvykle z červeného sukna. Další barvy se však nevylučují. Především v minulosti tak bylo možno se setkat s kordulami zelenými či modrými. V některých obcích na severu severní části (např. okolí Násedlovic) se dodnes udržely korduly černé. Dívčí sukně je obvykle brokátová, ale opět se můžeme setkat s jinými materiály.
V části jižní je u kroje ženského límec také velmi silně naškrobený, leží však na ramenou a dívčí kordulka je vyrobena ze stejného materiálu jako sukně, tj. z brokátu. U mužských krojů jsou kalhoty i kordula ze stejného materiálu, tj. sukna. Dominující barvou mužských krojů je černá nebo velmi tmavě modrá, ovšem s výjimkou několika obcí, jako jsou například Rakvice, Popice nebo Velké Bílovice, kde se nosí kalhoty sice soukenné, ale barvy žluté.
Žluté kalhoty, které mají stárci a chasa např. z Vrbice na sobě, se nosí v okolí Velkých Bílovic a jde o jakýsi návrat k původně nošeným koženým kalhotám nošeným v regionu do konce 19. století. Nošení černých kalhot se přičítá tzv. popanštění krojů v druhé polovině 19. století, kdy černá barva kalhot i vesty byla jakýmsi znakem honorace a časem přešla i do selské módy. Velmi záhy se začaly kroje vyšívat a dnes jsou mužské hanáckoslovácké kroje vyhlášené pestrostí a bohatostí výšivek. Jsou však samozřejmě obce, jako např. Starovičky nebo Bořetice, kde mužský kroj zůstal pouze černý bez výšivek. Možná proto ostatní těm posledně jmenovaným říkají kominíci.
Krojovaná mládež se o hodech dělí na stárky a chasu. Stárci mají po celý rok na starosti všechny akce související s hody atd. Stárci se rozlišují od chasy kloboukem nazývaný na jihu šmukáč (díky ozdobným šmukám, kterými je klobouk omotaný) a v části severní zrnkáč (klobouk je pošitý barevnými korálky a malovanými mašlemi), v některých obcích nosí také fedro. Fedro je cca v některých obcích v části jižní cca 70 cm dlouhá hůlka na konci ozdobená třásněmi, a je odznakem stárka. V části severní má fedro podobu jakési zástěry a stárek má jeho jeden konec připnutý k opasku a druhý konec přidržuje rukou. Stárky odlišují také dlouhé mašle na korduli.
V jižní části se děvčata z chasy od stárky liší uvázaným tureckým šátkem (turečákem). Stárky mají na hlavě věnec nazývaný kotúč nebo rantál. V části severní se stárky od chasy nijak neodlišují. Všechna tato pravidla díky velké pestrosti regionu však neplatí univerzálně. Existuje mnoho odlišností a zvláštností od vesnice k vesnici.